# Personatges d'Inazuma Eleven
Això és una llista dels personatges d'Inazuma Eleven, els equips de la sèrie de videojocs Inazuma Eleven, i el manga i l'anime que hi estan basats. Els noms dels personatges s'han canviat de l'original en la versió catalana de l'anime, i són els mateixos que en la resta de versions europees.

## Jugadors del Raimon

### Mark Evans
Veu: Junko Takeuchi  (japonès), Elena Rubio (català)
En Mark Evans (円堂守, Endō Mamoru) és el capità entusiasta del Raimon. Té els cabells castanys i porta una cinta de color taronja a sobre. Els ulls són negres. No es rendeix mai. Sempre prefereix dedicar-se als altres més que a ell mateix i la seva personalitat anima els altres a donar sempre el millor encara que es perdi tota esperança, de fet és gràcies a aquesta "habilitat" especial d'en Mark que el Raimon ha guanyat la majoria dels partits. Mostra una gran admiració per en David Evans, el seu avi, també porter, però la seva mare no voldria que jugués a futbol per l'accident del seu avi David, que es va produir en circumstàncies misterioses quan l'Inazuma Eleven va anar a l'estadi per jugar la final del torneig Futbol Frontier contra la Royal Academy. Com el seu avi, en Mark utilitza un mètode d'entrenament especial que és una mica peculiar: ha lligat un pneumàtic vell a un arbre, el llença i intenta bloquejar-lo, i la majoria de vegades ho aconsegueix. També va jugar de líbero amb el número 15 per fer lloc a en Darren.

### Axel Blaze
Veu: Hirofumi Nojima  (japonès), Lluís Gustems (català)
L'Axel Blaze (豪炎寺 修也, Shuya Goenji) és davanter i porta el dorsal 10. D'origen alemany, va començar els seus estudis a Alemanya, després va marxar al Japó amb el seu pare i la seva germana després de la mort de la seva mare. L'Axel es va incorporar a l'equip Raimon a l'inici de l'aventura. Abans d'arribar a l'Institut Raimon, va ser capità i estrella de l'equip de futbol de l'Institut Kirkwood. Se'l considera un geni del futbol, que va abandonar prematurament la seva carrera, arran d'un accident de la seva germana petita, la Julia, ferida per en Ray Dark, el dia de la final.

### Jude Sharp
Veu: Hiroyuki Hoshino  (japonès), Àlex de Porrata (català)
En Jude Sharp (鬼道 有人, Yuto Kido) és el capità de la Royal Academy comandada per Ray Dark, disposat a fer qualsevol cosa per guanyar; juga de centrecampista. Després d'un accident causat per en Ray Dark durant el partit Raimon contra la Royal Academy, en Jude i els seus companys abandonen l'equip; en Jude s'uneix llavors als Raimon. En Jude porta una capa i unes ulleres especials, que li va regalar Ray Dark quan era jove. Als 6 anys, ell i la seva germana Celia Hills van perdre els seus pares en un accident d'avió; l'únic record que els queda és una revista antiga. Són adoptats en dues famílies diferents, i l'única manera perquè en Jude torni a viure amb la seva germana és guanyar el torneig Futbol Frontier tres anys consecutius. Era molt lleial al seu entrenador, en Ray Dark, però finalment els seus mètodes injusts per aconseguir la victòria l'allunyarien d'ell.

### Nathan Swift
Veu: Yuka Nishigaki  (japonès), Marc Cañadell (català)
En Nathan Swift (風丸 一郎太, Ichirota Kazemaru) és originalment membre del club d'atletisme. S'uneix a Raimon per ajudar l'equip a omplir el buit de jugadors per al partit entre la Royal Academy. Després de dir que pensaria en la proposta d'en Mark, decideix unir-se a ells després de veure'l entrenant. Durant el partit contra l'equip d'en Jude, s'horroritza les seves habilitats i es lesiona per protegir en Mark. Just abans del partit contra l'Institut Shuriken (el primer partit del torneig Futbol Frontier), ha de prendre una decisió decisiva entre l'atletisme i el futbol. La Miles Ryan intenta portar-lo de tornada al seu antic club. Tanmateix, després de veure'l jugar amb tanta passió, li permet quedar-se amb el Raimon.

### Jack Wallside
Veu: Megumi Tano  (japonès), Marcos de la Calle (català)
En Jack Wallside (壁山 塀吾郎, Heigoro Kabeyama) és defensa del Raimon i Inazuma Japó amb el número 3. És molt robust i covard, però un dels millors en el departament defensiu. En els primers partits li feia tanta por de jugar que corria al lavabo a amagar-se. Va ser un dels primers a incorporar-se a l'equip i, a part d'en Mark, va ser l'únic que va jugar tots els partits amb el Raimon.

### Jim Wraith
Veu: Yuuichi Nakamura  (japonès), Marc Torrents (català)
En Jim Wraith (影野 仁, Kageno Jin) és el defensa de Raimon i el "Nou" Raimon amb el número 4. És un jugador molt deprimit i avorrit, inquieta tots els jugadors del Raimon. Ningú li ha vist mai els ulls, sempre coberts pels seus llargs cabells. No mostra grans qualitats defensives, però li encanta el futbol i vol ser útil a l'equip a qualsevol preu. Va descobrir com aconseguir que en Nathan i l'Axel fessin el xut de l'ocell de foc. Després de l'arribada d'en Bobby Shearer, perd la seva posició de titular i pràcticament no juga mai, però tindrà l'honor d'estar al camp en la final del campionat autonòmic contra la Royal Academy i en la final del Futbol Frontier contra el Zeus. En els pocs partits que ha jugat en Jim, gairebé mai se'l veu en acció. També s'uneix més endavant als Emperadors Foscs.

### Tod Ironside
Veu: Urara Takano  (japonès), Ariadna Giménez (català)
En Tod Ironside (栗松鉄平, Kurimatsu Teppei) és defensa del Raimon i l'Inazuma Japó amb el número 5. Té les dents de castor i el cap en forma de castanya; és molt hàbil en el regateig i és estable a la zona de denfesa. Espantat per la força mortal de l'Institut Gènesi, va deixar en Raimon poc després del comiat d'en Nathan de l'equip. Resulta que es va unir a l'equip dels exclosos, els Emperadors Foscos. És seleccionat per a la selecció japonesa on juga tots els partits del grup asiàtic i en dos de la FFI. Amb el retorn d'en Shawn a l'equip, la seva presència resulta excesiva, així que l'entrenador decideix retirar-lo de l'equip. Al final de la sèrie, quan Mark es gradua, es convertirà en el capità i defensor del "Nou" Raimon amb el número 5.

### Steve Grim
Veu: Hiro Shimono  (japonès), Àlex Molina (català)
L'Steve Grim (半田 真一, Handa Shin'ichi) és centrecampista del Raimon i el "Nou" Raimon amb el número 6. També va ser un dels primers membres del Raimon. És hàbil en l'ofensiva i sap inculcar coratge. Té un caràcter tranquil i suau, però sovint és desagradable i antipàtic. Tot i estar molt decidit, va perdre el seu lloc de titular amb l'arribada de l'Erik al començament del partit contra el Kirkwood. També s'uneix als Emperadors Foscs. Reapareix a Inazuma Eleven GO com a entrenador de l'Inazuma Kids FC.

### Tim Saunders
Veu: Masako Jou  (japonès), Yolanda Gispert (català)
En Tim Saunders (少林寺 歩, Shōrinji Ayumu) és centrecampista del Raimon i el "Nou" Raimon amb el número 7. També va ser un dels primers membres de Raimon. Malgrat la seva baixa estatura, Timmy és un jugador molt àgil, potent i decidit. És un expert en arts marcials i es mou amb rapidesa i agilitat en el camp. També es va unir als Emperadors Foscs.

### Sam Kincaid
Veu: Tooru Nara  (japonès), Jordi Domènech (català)
En Sam Kincaid (宍 戸 佐吉, Shishido Sakichi) és centrecampista del Raimon i el "Nou" Raimon amb el número 8. És un noi covard i ingenu, però hàbil en les ofensives al mig del camp. Té uns voluminosos cabells de color vermell i arrissats, que li cobreixen completament els ulls, i un nas de patata. També va ser un dels primers a incorporar-se a l'equip, però, com l'Steve, va perdre el seu lloc de titular amb l'arribada d'en Jude just abans del partit contra l'institut Farm. S'uneix amb alguns membres del Raimon als Emperadors Foscos.

### Maxwell Carson
Veu: Yuuki Kodaira  (japonès), Carme Ambrós (català)
En Maxwell Carson (松野 空介, Matsuno Kūsuke) és centrecampista del Raimon i el "Nou" Raimon amb el número 9. Porta un barret rosa de ratlles blaves amb trenes, i tot i que inicialment es va incorporar a Raimon impulsat per l'entusiasme d'en Mark, sap avançar ràpidament al terreny de joc. Participa en la selecció per a la selecció nacional amb el dorsal 22, però no l'agafen. En el primer videojoc s'identifica amb el paper de davanter, però continua sent migcampista.

### Kevin Dragonfly
Veu: Yasuyuki Kase  (japonès), Toni Astigarraga (català)
En Kevin Dragonfly (染岡 竜吾, Someoka Ryūgo) és davanter de Raimon amb el número 11 i després d'Inazuma Japó amb el número 17. Al començament va ser l'únic davanter de Raimon, després amb l'arribada de l'Axel es va convertir en el segon. És molt potent i precís en els seus xuts i assistències. La seva característica principal és la determinació que de vegades es converteix en una ira sense límits. Al principi de la sèrie tenia enveja de l'Axel (ja que era molt elogiat per en Mark), però més tard descobrirà amb ell una química perfecta. La seva ira cap a la senyoreta Schiller serà molt intensa i ni tan sols suporta en Shawn, però els dos es convertiran en grans amics més tard. Inicialment, no va ser escollit per en Travis per a la selecció japonesa, però va ser convocat per al campionat del món per substituir el lesionat Shawn.

### William Glass
Veu: Nanae Katou  (japonès), Irene Garrés (català)
En William Glass (目金 欠流, Megane Kakeru) és davanter amb el número 12. És un jugador amb poc talent i prefereix estar a la banqueta que jugar per por. Porta ulleres i és una mica vanitós. L'Apassionat del manga i l'anime, és l'autor del nom de la majoria de les noves tècniques insuperables que desenvolupen els seus companys, començant per la Rematada del Drac d'en Kevin. En el tercer joc es converteix en un dels membres del personal d'Inazuma Japó, juntament amb la Camelia, la Silvia i la Celia. L'únic gol que va marcar va ser contra l'Otaku. És arrogant de primeres, però en realitat sap ser amable i quan aconsegueix deixar de banda la seva covardia, no s'atura a donar suport als seus companys malgrat les seves baixes capacitats esportives. Té un germà bessó, l'Isaac Glass (目金 一斗, Megane Kazuto), que a diferència d'ell és molt millor en el futbol, però és molt més fràgil emocionalment.

### Bobby Shearer
Veu: Jun Konno  (japonès), Gerard Flores (català)
En Bob Shearer (土門 飛鳥, Domon Asuka) és un defensa de la Royal Academy i del Raimon amb el número 13 i de l'Unicorn amb el número 5. Al començament s'uneix al Raimon per intentar sabotejar l'equip per evitar que juguessin contra la Royal Academy. Més tard es penedeix i fa expulsar el professor Wintersea de l'escola (amb el qual col·laborava per sabotejar Raimon). Està molt lligat a l'Erik i la Silvia, ja que de petits eren amics als Estats Units. Després es va incorporar a l'equip nacional estatunidenc, l'Unicorn.

### Erik Eagle
Veu: Yuki Kaji  (japonès), Marc Gómez (català)
L'Erik Eagle (一之瀬 一哉, Ichinose Kazuya) és centrecampista del Raimon amb el número 16 i de l'Unicorn amb el número 7. Ell és dels Estats units, però té orígens japonesos. Un dia, quan té deu anys, parla amb els seus amics, la Silvia Woods i en Bobby Shearer sobre el seu futur i sobre el que faran després. Llavors es prometen entre ells que jugaran a futbol, passi el que passi. Quan veuen un gos petit que està a punt de ser atropellat per un camió, l'Erik s'afanya a salvar el gos, i finalment és ell qui és atropellat i aleshores és traslladat a l'hospital d'urgències. Els metges són contundents: mai més podrà jugar a futbol. Quan la Silvia i en Bobby van a veure'l, el pare de l'Erik els diu que és mort, d'acord amb el desig del seu fill, que no volia que els seus amics s'apiadessin d'ell. Un vespre, després de la victòria sobre l'Institut Farm, la Silvia rep una trucada de l'Erik, però no vol creure que és ell. Malgrat tot, l'endemà va a l'aeroport amb en Bobby per anar a veure'l, però l'Erik ja era a l'Institut Raimon. Més tard, es retroben amb alegria, i l'Erik els diu la veritat, que estava tan trist pel que li va dir el metge, que va demanar al seu pare que els digués que era mort. Perquè en el fons estava destrossat. Té el sobrenom de "mag del futbol".

### Shawn Froste
Veu: Miyano Mamoru  (japonès), Víctor Gómez (català)
En Shawn Frost (吹雪 士郎, Fubuki Shirō) és un davanter i defensa de l'Institu Alpí, líbero del Raimon i l'Inazuma Japó amb el número 9. En Shawn jugava amb el seu germà petit, Aiden Froste, en un equip júnior i formaven una combinació perfecta de defensa i atac. Un dia, després de guanyar un partit, la família Froste tornava a casa, però malauradament va caure una allau. Per sort, en Shawn va sortir del cotxe just a temps. Però no va ser el cas del seu germà i dels seus pares que van morir. A causa d'aquest accident, en Shawn té por de tots els sorolls que sonen com una allau (com la neu que cau d'un sostre o un llamp). Poc després d'aquest tràgic accident, la personalitat de l'Aiden es va instal·lar lentament a l'interior d'en Shawn. Es fusionaran durant el partit contra el Gènesi a la temporada 2.

## Gerents del Raimon

### Nelly Raimon
Veu: Kobayashi Sanae  (japonès), Maria Romeu (català)
La Nelly Raimon (雷門 夏未, Raimon Natsumi) és la filla del president de l'institut i la presidenta del cos de consell d'estudiants. Es converteix en una gran gestora a causa de la passió pel futbol d'en Mark. Ha demostrat tenir un interès romàntic envers en Mark i creu fermament que ell és el millor porter que hi ha. A la quarta temporada se'n va a estudiar fora del país prometent que els donarà suport en els partits del FFI. A Inazuma Eleven GO és l'esposa d'en Mark, com es mostra al capítol 18. Malauradament per a en Mark i l'Arion continua cuinant molt malament.

### Celia Hills
Veu: Hinako Sasaki  (japonès), Anna Maria Camps (català)
La Cellia Hills (音無 春奈, Otonashi Haruna) és la reportera del diari de l'institut, després es va incorporar a l'equip del Raimon com a ajudant. Just abans de la final del Futbol Frontier es revela que és la germana d'en Jude Sharp. Després s'uneix al personal de l'Inazuma Japó. A la sèrie Inazuma Eleven GO encara és la gerent del Raimon i també professora de l'escola.

### Silvia Woods
Veu: Fumiko Orikasa  (japonès), Eva Ordeig (català)
La Silvia Woods (木野 秋, Kino Aki) és la gerent de Raimon i després d'Inazuma Japó. També va jugar a futbol amb l'Erik i en Bobby, però el va abandonar perquè la va traumar l'accident de l'Erik. Sempre alegre, mai perd l'esperança. Està enamorada d'en Mark però mai no ho admetrà. A la sèrie d'Inazuma Eleven GO sembla que està compromesa amb l'Erik, tot i que ell s'ha quedat als Estats Units. A la sèrie Inazuma Eleven GO s'encarrega de tenir cura de l'Arion Sherwind, amb qui viu, i es descobrirà que tots dos són tia i nebot; també serà l'entrenadora d'un equip amateur, l'Edat Daurada, format pels llogaters del seu apartament.

### Camelia Travis
Veu: Haruka Tomatsu  (japonès), Maria Romeu (català)
La Camelia Travis (久遠 冬花, Kudō Fuyuka) és la filla adoptiva de l'entrenador Percy Travis, després que perdés els pares en un accident de cotxe. A la tercera temporada entra formar part de l'equip tècnic de l'Inazuma Japó juntament amb la Silvia i la Celia. En Mark l'anomena "Cammy", ja que tots dos eren grans amics de la infància, però sembla que no recorda res després d'un accident en què va perdre els seus pares i tingués una pèrdua "artificial" de la memòria per ajudar-la a recuperar-se del xoc. Amb l'ajuda d'en Mark recuperarà a poc a poc la memòria.

## Entrenadors del Raimon

### Frank Wintersea
Veu: Gou Shinomiya  (japonès), Àlex Messeguer (català)
En Frank Wintersea (冬海 卓, Fuyukai Suguru) és l'entrenador del Raimon en els primers episodis. Té una personalitat covarda i sembla inofensiu, però en realitat estava al servei d'en Ray Dark. També va ser qui coordinava els moviments d'en Bobby, quan encara era un espia d'en Jude. A la sèrie Inazuma Eleven GO, és l'assistent del director del Raimon, en Goldwin.

### Seymour Hillman
Veu: Arimoto Kinryuu, Shuichiro Moriyama  (japonès), Ramon Canals (català)
En Seymour Hillman (響木 正剛, Hibiki Seigō) al començament és el propietari d'un restaurant de fideus, però per ajudar en Mark es converteix en el primer entrenador de l'equip. Amb ell, el Raimon guanyarà el torneig Futbol Frontier. Un home savi de gran experiència, és l'arxienemic d'en Ray Dark. Deixarà el càrrec d'entrenador de Raimon a l'Aquilina Schiller, per tornar després de la derrota del Gènesi. Va ser porter del mític Inazuma Eleven i és capaç d'executar la Mà Celestial original. A la tercera temporada deixa el seu càrrec d'entrenador i, abans del partit amb el Brasil, pateix un infart que el fa anar a l'hospital d'urgència, però es recuperarà. A la sèrie Inazuma Eleven, GO és el líder de la Resistència contra el Cinquè Sector i es converteix en el nou emperador en lloc de l'Alex Zabel quan el Raimon guanya el Camí Imperial.

### Aquilina Schiller
Veu: Junko Kitanishi  (japonès), Imma Ortiz (català)
L'Aquilina Schiller (吉良 瞳子, Kira Hitomiko) és la nova entrenadora del Raimon després d'en Seymour. És una dona forta i decidida però de vegades egoista, la seva feina és formar l'equip més fort del planeta. Sovint serà criticada pels membres del Raimon, tot i que més tard entendran els seus mètodes d'entrenament exemplars. És la germana d'en Xavier Foster. Tornarà a deixar la banqueta a Seymour després de la victòria del Raimon sobre el Gènesi. En el tercer partit entrenarà el Neo Japó, equip format per membres dels diferents equips als quals s'enfronta el Raimon i dirigit per en Dave Quagmire. A la sèrie Inazuma Eleven GO és una educadora que va criar l'Aitor Cazador.

### Percival Travis
Veu: Touchi Hiroki  (japonès), David Jenner (català)
En Percival Travis (久遠 道也, Kudō Michiya) és l'entrenador de l'Inazuma Japó. És un home seriós i decidit a guanyar. Amb en Mark tindrà una relació molt contradictòria, tant és així que a la final del torneig de classificació l'exclou de l'equip. És el pare adoptiu de la Camelia i tenen personalitats totalment diferents. Abans de ser l'entrenador de l'Inazuma Japó va ser l'entrenador del Cherrybloom. A la sèrie Inazuma Eleven GO és l'entrenador del Raimon i més tard és substituït per en Mark. En aquesta sèrie també és membre de la Resistència.

## Altres personatges importants

### Ray Dark
Veu: Seiji Sasaki  (japonès), Jordi Salas (català)
En Ray Dark (影山 零治, Kageyama Reiji) al començament és l'entrenador de la Royal Academy. Va intentar evitar que Raimon arribés a la final del Futbol Frontier, arribant a llançar-los bigues d'acer del sostre. Més tard també és detingut però escapa gràcies a en Caleb. Resulta que també és l'entrenador de Zeus, un equip demolidor que derrota a la Royal per 10-0. El seu principal objectiu és venjar-se d'en David Evans per haver arruïnat el seu pare, ara considerat desaparegut. En Jude, un cop s'incorpora al Raimon, diu a l'equip que en Dark sempre els repetia la següent frase: només la victòria compta, els perdedors no es mereixen res. Com que en David Evans ara és mort (o almenys això sembla), vol destruir Raimon, on juga Mark, per qualsevol mitjà possible. Odia el futbol, però gràcies a en Jude, en Giulio i en Paolo podrà entendre que li agrada el futbol. A la tercera temporada, per no despertar sospites i no ser reconegut, es tenyeix els cabells de ros i es canvia de pentinat. Amb motiu de la FFI, es converteix en l'entrenador (de manera cruel) de l'Orfeo. Per aconseguir-ho, lesiona molts propietaris d'equips. Després de la seva detenció és atropellat per un camió, somrient, i no se'n sap res més (es creu que està mort). És l'únic entrenador que ha entrenat tants equips.